# Nikos Serjanopulos
Nikos Serjanopulos, (nowogr. Νίκος Σεργιανόπουλος; ur. 24 września 1952 roku w Dramie, zm. 4 czerwca 2008 roku w Atenach) – grecki aktor.
Grał najczęściej w dramatach greckich, ukończył studia teatralne w północnej Grecji i był założycielem klubu Piramatiki Skini tis Technis w Salonikach. Brał udział w licznych produkcjach teatralnych i telewizyjnych. Zyskał popularność dzięki roli w serialu Mega Channel "Dio Kseni" (1997–98).
Został znaleziony martwy w swoim apartamencie 4 czerwca 2008, w Pagkrati, w centralnej dzielnicy Aten. Według policyjnej ewidencji padł ofiarą zabójstwa, otrzymawszy w sumie 21 ran kłutych. W jego apartamencie zostały znalezione butelki po piwie i napojach. Poszlaki te sugerowały, że Serjanopulos miał gości poprzedniego dnia. Drzwi frontowe nie zostały uszkodzone, więc prawdopodobnie mordercy znali ofiarę i weszli za jej zgodą. Policja utrzymuje, że Serjanopulos zaatakowany został przez dwóch ludzi. Fakt, że aktor został zatrzymany za posiadania narkotyków w grudniu 2007 roku może wiązać się z morderstwem.